# Tauriac (Tarn)
Tauriac település Franciaországban, Tarn megyében. Lakosainak száma 396 fő (2022. január 1.). Tauriac Beauvais-sur-Tescou, Grazac, Montgaillard és Montvalen községekkel határos.

## Népesség
A település népessége az elmúlt években az alábbi módon változott:
| Lakosok száma | 307  | 329  | 338  | 339  | 348  | 356  | 363  | 379  | 396  |
|               | 2013 | 2015 | 2016 | 2017 | 2018 | 2019 | 2020 | 2021 | 2022 |